# 让-奥诺雷·弗拉戈纳尔

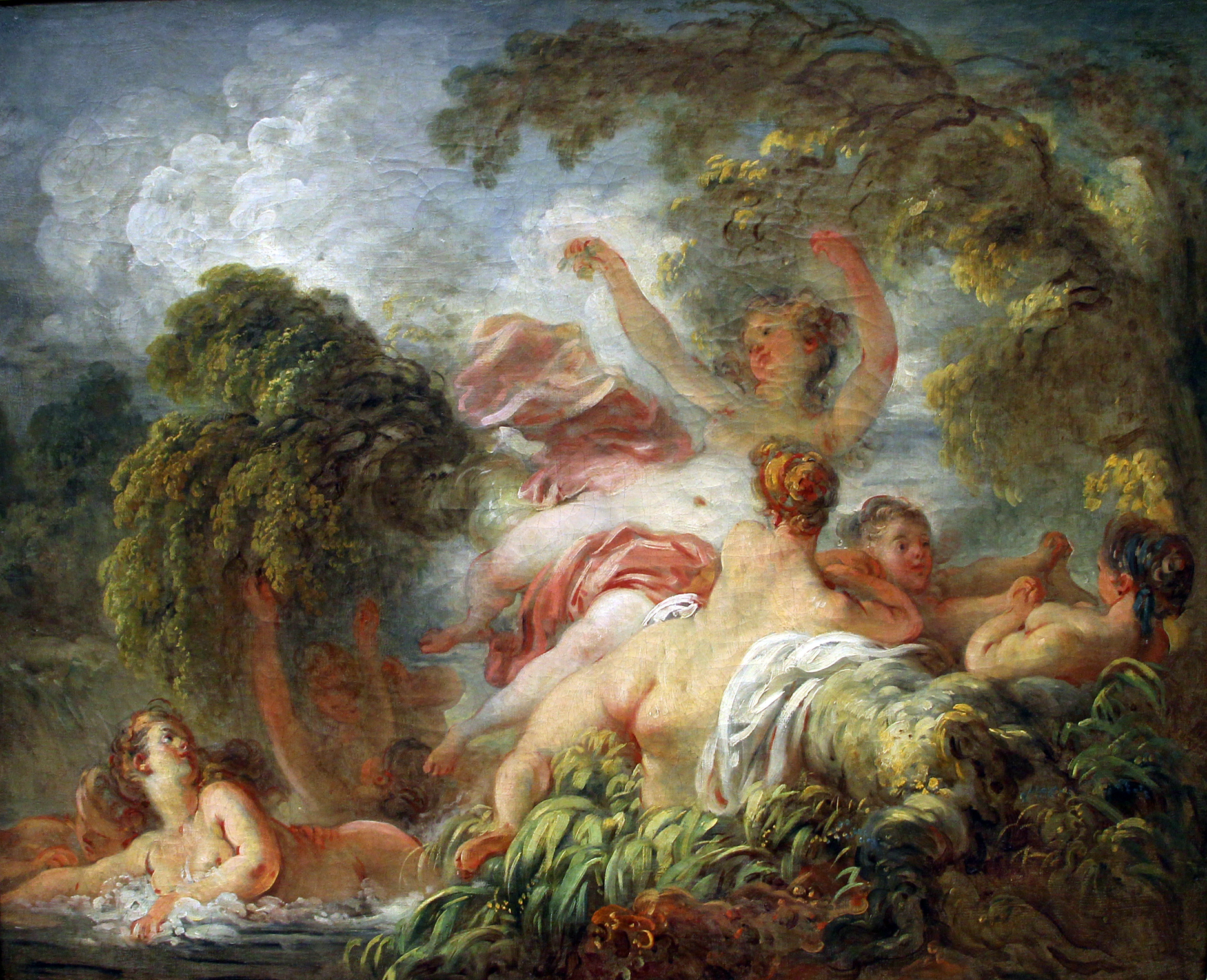
沐浴（1765年）

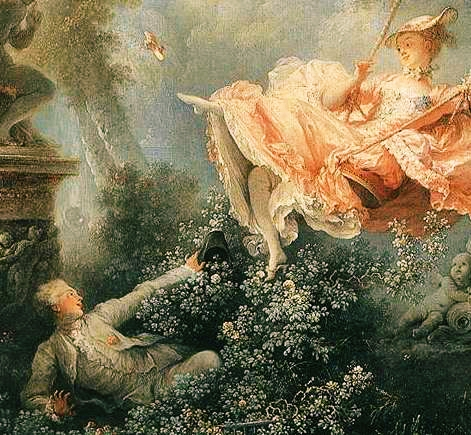
鞦韆（1767年），其畫風成為2010年迪士尼動畫《魔髮奇緣》的風格參考

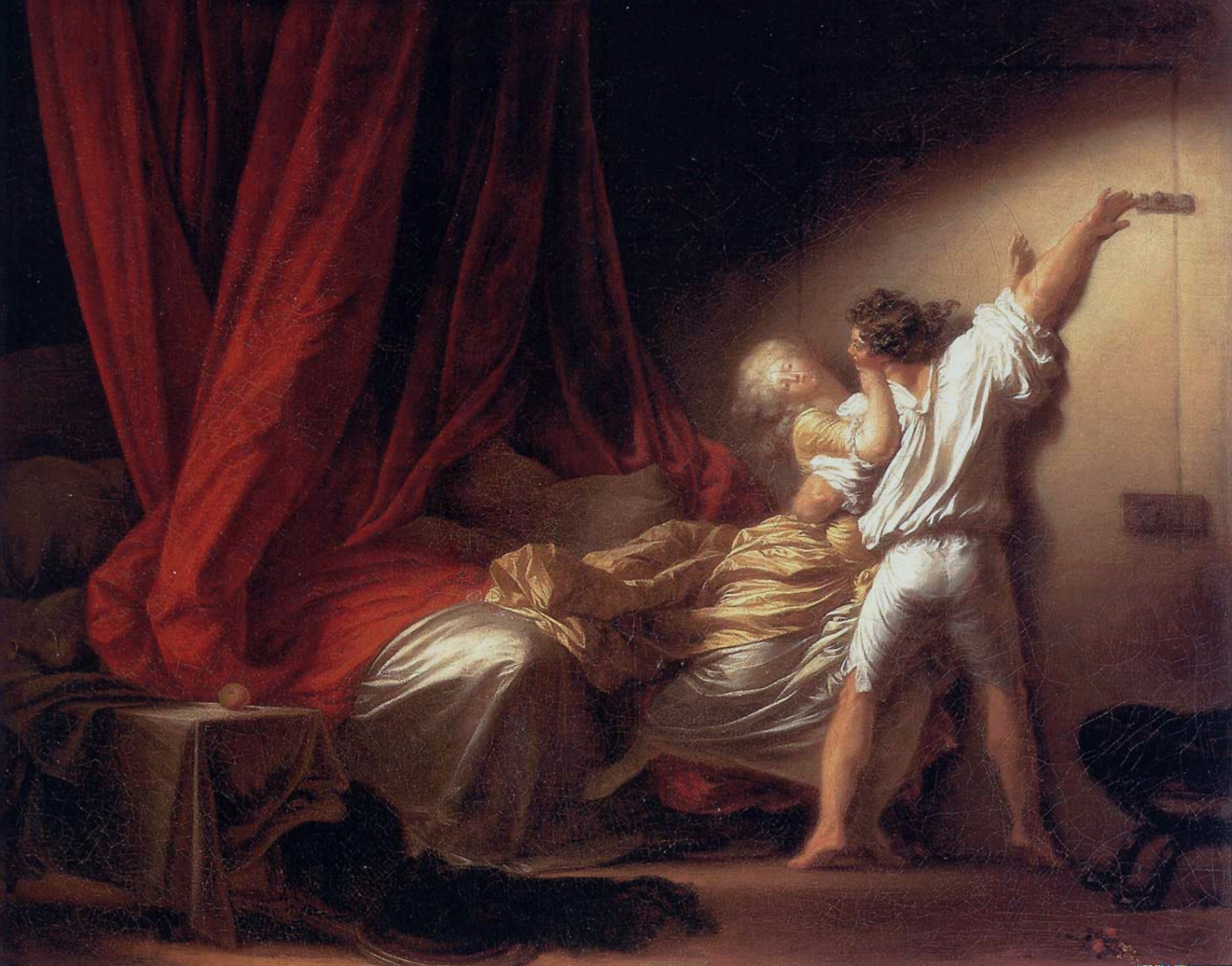
門閂 (弗拉戈納爾)，1778年

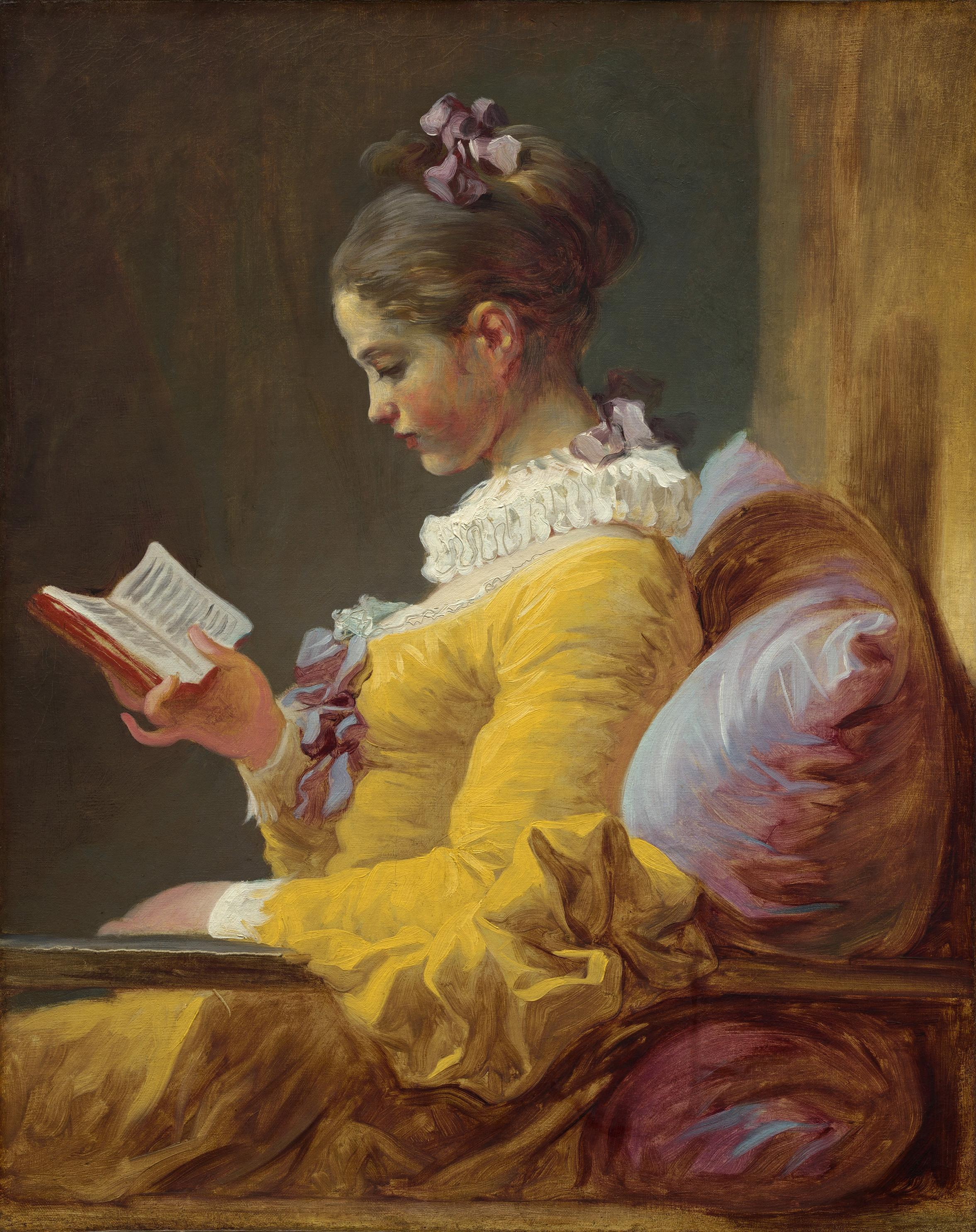
读书 约1770年-1772年

让-奥诺雷·弗拉戈纳尔（法語：Jean-Honoré Fragonard，發音：[ʒɑ̃ ɔnɔʁe fʁaɡɔnaʁ]；1732年4月5日—1806年8月22日），法国罗可可时代最後一位重要代表画家。

## 生平
1732年出生于法国东南部滨海-阿尔卑斯省的格拉斯，他父亲是一个贩卖手套的商人，由于做投机买卖失败，将弗拉戈纳尔送到巴黎给一位公证人在徒弟。但他年轻时即显露出艺术才能，18岁时被人介绍给弗朗索瓦·布歇，布歇很欣赏他的才能，但没有时间去教一位初级入门的人，就将他送到让·巴蒂斯特·西梅翁·夏尔丹那里。弗拉戈纳尔在夏尔丹的工作室学习了6个月，然后回到布歇那里，很快得到布歇的信任，让他为布歇的作品画复制品。
1752年，布歇推荐他去参加竞争去罗马留学的奖学金，送到路易十五世宫廷画家那里，弗拉戈纳尔虽然还不是学院的学生，仍然依靠他的作品《耶罗波安崇拜伊都里斯》获得了奖金。1756年9月17日，他动身去罗马的法兰西学院。
罗马的风景，对他有很大的影响，促使他形成今后的一种梦幻般的画风，同时在他访问威尼斯时，受到意大利画家提埃坡羅的影响。1761年，他回到巴黎，1765年由于他的作品被狄德罗大加赞赏，国王买下，所以他被学院接纳。
1762年，法戈納陰錯陽差地展現了他的繪畫才華。聖朱利安請求他的同事朵揚，繪置一幅年輕女孩盪鞦韆為主題的圖畫。這位業餘的藝術愛好者，希望畫中女孩可以由一位主教為她梳妝，而他本人，可以因為鞦韆一窺女孩的裙襬春光。這個請求被朵揚以敗壞社會道德的理由婉拒，不過朵揚因此向聖朱利安推薦法戈納。在主人翁以及意境上的稍作修改，法戈納於同年完成了《鞦韆春光》（Les hasards heureux de l'escarpolette），成為他洛可可風格的著名作品之一。
1778年，法戈納完成了《門閂》（Le Verrou），於畫中的每個人物與物件，加入大量的暗示，精心布局；並使用昏暗的光線，為情慾更添神秘色彩。不過，以對角線方式的構圖，在畫面平衡感上，留給後人不小的爭議性。
以前弗拉戈纳尔的画都是以宗教、古典故事为主题，但此后国王路易十五成为他主要顾主，要满足国王对享乐的追求，他的画基本以奢侈、享乐、情欲为主题，这成为他今后一生画作的主要题材。他使用的颜色非常华丽，笔触轻快，有时用椭圆装饰将主题包括，如同透过钥孔看密室的情景。

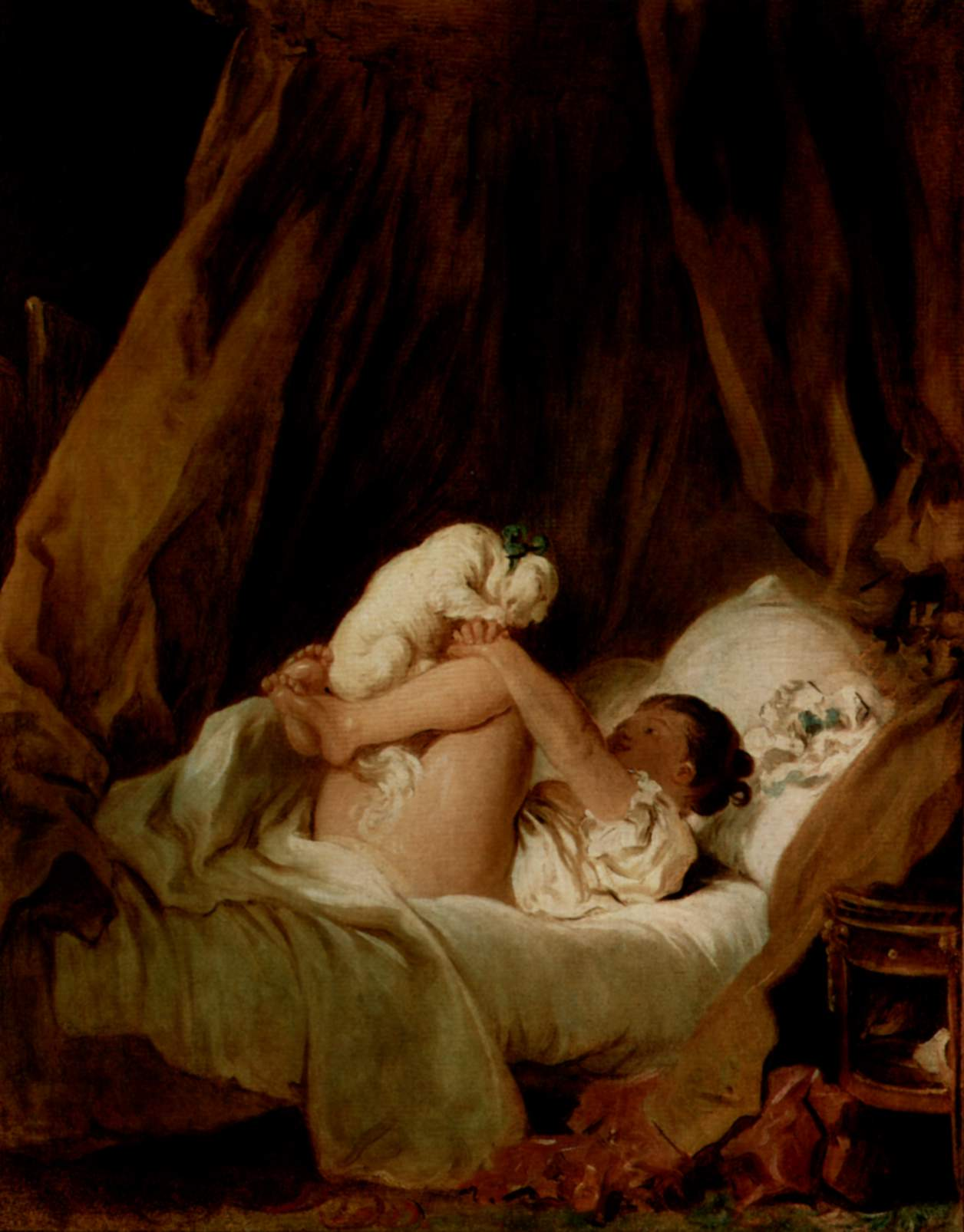
女人和狗 1769年

法国大革命发生后，王室被推翻，弗拉戈纳尔失去了靠山，1793年他逃回家乡，在朋友家避难。这时他画了一系列被称为“年轻爱人的浪漫”的装饰画。19世纪初，他回到巴黎，1806年默默无闻地死去。
以后几乎在半个世纪内，他都没有被人记起，1873年舍施克夫的《艺术史》中都没有提到他。但在19世纪后30年中，他又重新得到大师的声望，1905年他的一幅草图作品，价值19万美元。
他的作品现在分散在法国、美国各大博物馆中。